# Мана Пулс (национални парк)
Мана Пулс (219 600 ha) национални парк је део ширег комплекса заштите природе, у средњем делу долине Замбезија, који се простире од бране Кариба до границе са 
Мозамбиком. Мана Пулс се признат као један од најбољих паркова на 
југу Африке, најмање је изграђен и има велики број свих домаћих врста сисара и богатство у птицама.
Мана пулс национални парк је под заштитом УНЕСКО-a (UNESKO) као део Светске баштине.